# Đông Hưng (huyện)
Đông Hưng là một huyện cũ nằm ở trung tâm tỉnh Thái Bình, Việt Nam.
Đông Hưng được công nhận là huyện nông thôn mới vào năm 2019.

## Địa lý
Cùng với thành phố Thái Bình, huyện Đông Hưng nằm ở trung tâm của tỉnh Thái Bình, có vị trí địa lý:
- Phía đông giáp huyện Thái Thụy
- Phía tây giáp huyện Hưng Hà
- Phía nam giáp huyện Kiến Xương, huyện Vũ Thư và thành phố Thái Bình
- Phía bắc giáp huyện Quỳnh Phụ.

Sông Trà Lý chảy men theo ranh giới phía nam của huyện với các huyện Vũ Thư và Kiến Xương.
Trên địa bàn huyện có một mạng lưới chằng chịt các con sông nhỏ lấy nước từ hai con sông là sông Luộc và sông Trà Lý để cấp nước cho sông Diêm Hộ. Trong đó có sông Sa Lung và con sông lớn nhất là sông Tiên Hưng, là nhánh lớn của sông Diêm Hộ, lấy nước từ sông Luộc, chảy qua thị trấn Đông Hưng.
Cực đông của huyện nằm tại xã Đông Kinh, cực bắc nằm tại xã Đô Lương, cực tây nằm tại xã Hồng Bạch, cực nam nằm tại xã Đông Á. Huyện Đông Hưng cách thành phố Thái Bình 16 km, cách Hà Nội 94 km.
Huyện có diện tích tự nhiên là 191,76 km², toàn bộ là đồng bằng. Dân số tính đến ngày 1/4/2019 là 244.838 người.

## Hành chính
Huyện Đông Hưng có 32 đơn vị hành chính cấp xã trực thuộc, bao gồm thị trấn Đông Hưng (huyện lỵ) và 31 xã: Đông Á, Đông Các, Đông Cường, Đông Dương, Đông Hoàng, Đông Hợp, Đông Kinh, Đông La, Đông Phương, Đông Quan, Đông Sơn, Đông Tân, Đông Vinh, Đông Xá, Hà Giang, Hồng Bạch, Hồng Giang, Hồng Việt, Liên An Đô, Liên Hoa, Lô Giang, Mê Linh, Minh Phú, Minh Tân, Nguyên Xá, Phong Dương Tiến, Phú Châu, Phú Lương, Thăng Long, Trọng Quan, Xuân Quang Động.

## Lịch sử
Toàn bộ Đông Hưng ngày nay, thời Bắc thuộc, trước thế kỷ 10, thuộc hương Đa Cương, đến nhà Hậu Lê thuộc trấn Sơn Nam Hạ. Huyện Đông Hưng ngày nay là hợp nhất của hai huyện Tiên Hưng và Đông Quan.
Huyện Đông Quan nằm ở khoảng phía Đông huyện Đông Hưng ngày nay. Từ cổ đến thời thuộc nhà Minh, huyện Đông Quan gọi là Cổ Lan, từ thời nhà Hậu Lê đến nhà Nguyễn đổi tên thành huyện Đông Quan và thuộc phủ Thái Ninh (tên phủ này thời nhà Lý là hương Thái Bình, nhà Trần gọi là lộ An Tiêm, nhà Hậu Lê gọi là phủ Thái Bình, nhà Tây Sơn gọi là phủ Thái Ninh, đầu nhà Nguyễn gọi là phủ Thái Bình sau đổi là Thái Ninh). Các năm 1832-1890, phủ Thái Bình thuộc tỉnh Nam Định, sau đó mới thuộc tỉnh Thái Bình. Lỵ sở của phủ Thái Bình, vào thời nhà Hậu Lê, lúc đầu là ở xã Đông Động huyện Đông Quan sau chuyển về Cát Đàm.
Huyện Tiên Hưng nằm ở khoảng phía tây huyện Đông Hưng ngày nay. Huyện Tiên Hưng trước có tên là huyện Thần Khê, thuộc phủ Tiên Hưng (tên phủ này thời nhà Trần gọi là phủ Long Hưng, nhà Hồ và Hậu Lê gọi là phủ Tân Hưng, thời thuộc Minh trước nhà Lê gọi là Trấn Man, nhà Nguyễn gọi là Tiên Hưng). Các năm 1832 - 1890, huyện Thần Khê (tức là huyện Tiên Hưng sau này) thuộc phủ Tiên Hưng tỉnh Hưng Yên. Năm 1890 - 1894, huyện Thần Khê thuộc phủ Thái Bình tỉnh Thái Bình, Sau đó, thuộc phủ Tiên Hưng tỉnh Thái Bình cho đến khi bỏ cấp phủ thì lấy tên phủ làm tên huyện.
Trước khi hợp nhất:
- Huyện Đông Quan có 25 xã: Đông Á, Đông Các, Đông Cường, Đông Động, Đông Dương, Đông Giang, Đông Hà, Đông Hòa, Đông Hoàng, Đông Hợp, Đông Huy, Đông Kinh, Đông La, Đông Lĩnh, Đông Mỹ, Đông Phong, Đông Phương, Đông Quang, Đông Sơn, Đông Tân, Đông Thọ, Đông Vinh, Đông Xá, Đông Xuân, Hoàng Diệu.
- Huyện Tiên Hưng có 27 xã: An Châu, Bắc Sơn, Bạch Đằng, Chi Lăng, Chương Dương, Đô Lương, Đông Đô, Đồng Phú, Hòa Bình, Hoa Lư, Hoa Nam, Hồng Châu, Hồng Giang, Hồng Việt, Hợp Tiến, Liên Giang, Lô Giang, Mê Linh, Minh Châu, Minh Tân, Nguyên Xá, Phong Châu, Phú Châu, Phú Lương, Tây Đô, Thăng Long, Trọng Quan.

Ngày 17 tháng 6 năm 1969, chuyển 5 xã: Bắc Sơn, Đông Đô, Tây Đô, Hòa Bình, Chi Lăng thuộc huyện Tiên Hưng về huyện Hưng Hà quản lý; hợp nhất 2 huyện Đông Quan và Tiên Hưng thành huyện Đông Hưng.
Sau khi thành lập, huyện Đông Hưng có 47 xã: An Châu, Bạch Đằng, Chương Dương, Đô Lương, Đông Á, Đông Các, Đông Cường, Đông Động, Đông Dương, Đông Giang, Đông Hà, Đông Hòa, Đông Hoàng, Đông Hợp, Đông Huy, Đông Kinh, Đông La, Đông Lĩnh Đông Mỹ, Đông Phong, Đồng Phú, Đông Phương, Đông Quang, Đông Sơn, Đông Tân, Đông Thọ, Đông Vinh, Đông Xá, Đông Xuân, Hoa Lư, Hoa Nam, Hoàng Diệu, Hồng Châu, Hồng Giang, Hồng Việt, Hợp Tiến, Liên Giang, Lô Giang, Mê Linh, Minh Châu, Minh Tân, Nguyên Xá, Phong Châu, Phú Châu, Phú Lương, Thăng Long, Trọng Quan.
Ngày 20 tháng 3 năm 1986, chuyển 2 xã Đông Hòa và Hoàng Diệu về thị xã Thái Bình quản lý.
Ngày 2 tháng 12 năm 1986, thành lập thị trấn Đông Hưng, thị trấn huyện lỵ huyện Đông Hưng trên cơ sở 52,95 ha diện tích tự nhiên và 2.700 người của xã Đông Hợp; 9,10 ha diện tích tự nhiên và 187 người của xã Đông La; 2,42 ha diện tích tự nhiên và 281 người của xã Nguyên Xá.
Ngày 13 tháng 12 năm 2007, chuyển 2 xã Đông Thọ và Đông Mỹ về thành phố Thái Bình quản lý.
Ngày 11 tháng 2 năm 2020, Ủy ban Thường vụ Quốc hội ban hành Nghị quyết số 892/NQ-UBTVQH14 về việc sắp xếp các đơn vị hành chính cấp xã thuộc tỉnh Thái Bình giai đoạn 2019–2021 (nghị quyết có hiệu lực từ ngày 1 tháng 3 năm 2020). Theo đó:
- Sáp nhập 3 xã: Đông Phong, Đông Huy, Đông Lĩnh thành xã Đông Quan
- Sáp nhập 2 xã Hoa Nam và Hoa Lư thành xã Liên Hoa
- Sáp nhập 2 xã Hồng Châu và Bạch Đằng thành xã Hồng Bạch
- Sáp nhập 2 xã Minh Châu và Đồng Phú thành xã Minh Phú
- Sáp nhập 2 xã Đông Hà và Đông Giang thành xã Hà Giang.

Ngày 28 tháng 9 năm 2024, Ủy ban Thường vụ Quốc hội ban hành Nghị quyết số 1201/NQ-UBTVQH15 về việc sắp xếp đơn vị hành chính cấp xã của tỉnh Thái Bình giai đoạn 2023 – 2025 (nghị quyết có hiệu lực từ ngày 1 tháng 11 năm 2024). Theo đó:
- Thành lập xã Liên An Đô trên cơ sở 3 xã: Liên Giang, An Châu, Đô Lương.
- Thành lập xã Phong Dương Tiến trên cơ sở 3 xã: Phong Châu, Chương Dương, Hợp Tiến.
- Thành lập xã Xuân Quang Động trên cơ sở 3 xã: Đông Xuân, Đông Quang, Đông Động.

Huyện Đông Hưng có 1 thị trấn và 31 xã như hiện nay.

## Giao thông
Thị trấn huyện lỵ nằm trên điểm giao giữa quốc lộ 10 đi Hải Phòng - Quảng Ninh và quốc lộ 39 đi Hưng Yên - Hà Nội. Đường quốc lộ 39 còn một đoạn ngắn phía Đông cũng nối với đường quốc lộ 10, nhưng ở tại vị trí phía Nam, gần giáp ranh với thành phố Thái Bình, đoạn này đi sang Thái Thụy.

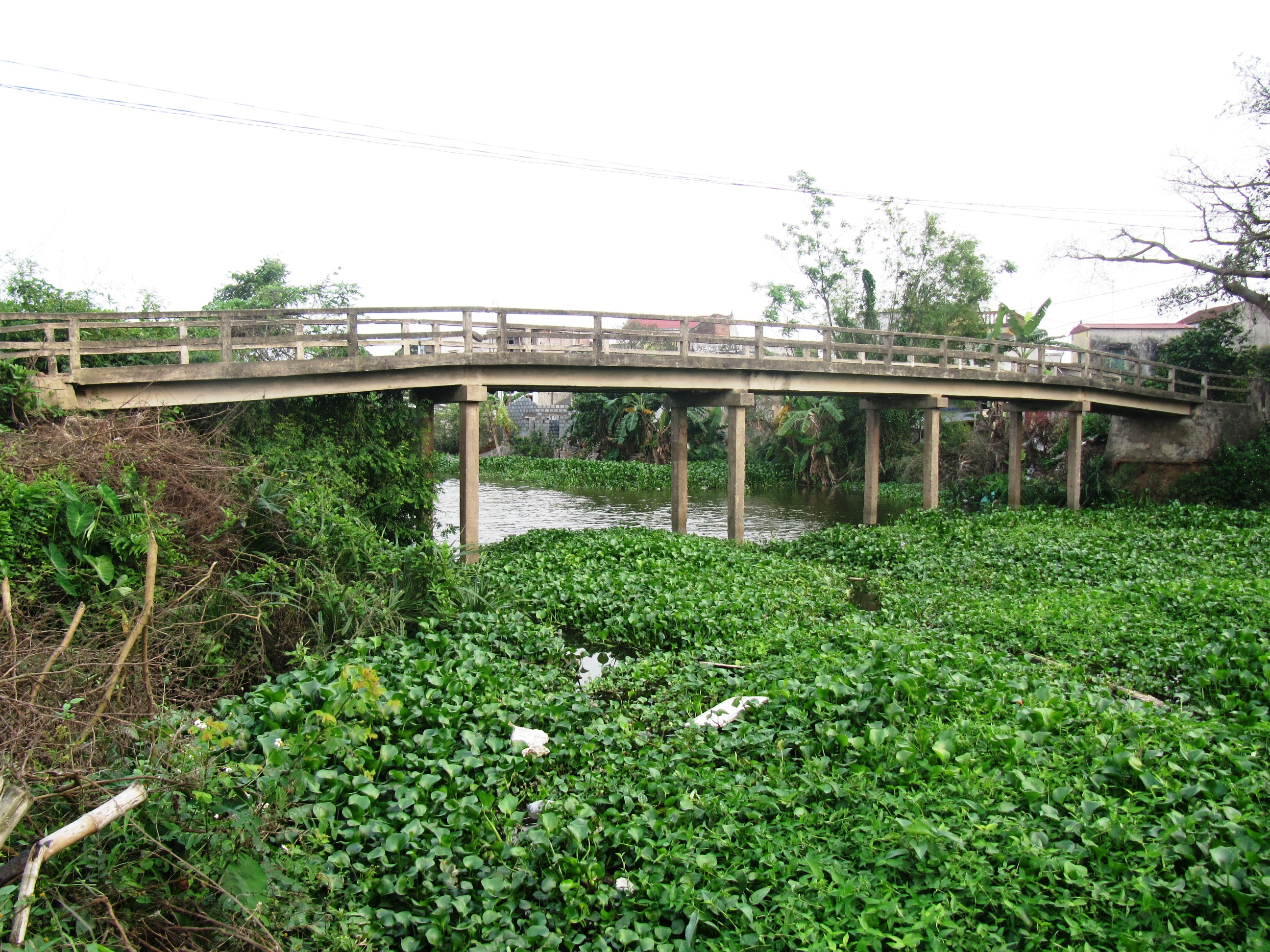
Cầu Hưng Đoài qua sông Sa Lung ở xã Hồng Việt, xây dựng năm 1970

Đường sông có: sông Trà Lý, sông Tiên Hưng, sông Diêm Hộ, sông Sa Lung, sông Hoài.
Tuyến xe bus thái bình chạy qua huyện
1, Tuyến 02 Hoàng Hà: TP. Thái Bình - TT. Diêm Điền - Hồng Quỳnh.
Lộ trình: Trường CĐSP Thái Bình - Đường Quang Trung - Đường Lý Bôn (Vườn Hoa, Bến xe khách Thái Bình) - Quốc lộ 10 - Quốc lộ 39 (huyện Đông Hưng) - Cống Thóc thị trấn Diêm Điền - Hồng Quỳnh huyện Thái Thụy.
2, Tuyến 03 Hoàng Hà: TP. Thái Bình - Đông Hưng - Chương Dương - Hưng Hà - Cầu Triều Dương.
Lộ trình: Trường CĐSP Thái Bình - Đường Quang Trung - Ngô Thì Nhậm - Đường Lý Bôn (BV Đa khoa Thái Bình, Vincom Thái Bình - Bến xe khách Thái Bình) - P. Hoàng Diệu - Ngã tư Gia Lễ - Quốc lộ 10 (huyện Đông Hưng) - Nguyên Xá - Phú Châu/Phong Châu - Hợp Tiến - Minh Phú - Chương Dương - Liên Hoa - Thăng Long - Minh Tân - Quốc lộ 39 (huyện Hưng Hà) - Cầu Triều Dương tỉnh Hưng Yên.
3, Tuyến 04 Hoàng Hà: TP. Thái Bình -Đông Hưng - Quỳnh Côi - Phố Bến Hiệp.
Lộ trình: Trường CĐSP Thái Bình - Đường Quang Trung - Ngô Thì Nhậm - Đường Lý Bôn (Vườn Hoa, Bến xe khách Thái Bình) - Quốc lộ 10 (huyện Đông Hưng) - Ngã ba Đọ - Thị trấn Quỳnh Côi - Bến Hiệp huyện Quỳnh Phụ.
4, Tuyến 05 Hoàng Hà: TP. Thái Bình - Thái Ninh - Bến xe Chợ Lục.
Lộ trình: Trường CĐSP Thái Bình - Đường Quang Trung - Đường Lý Bôn (Vườn Hoa, Bến xe khách Thái Bình) - Quốc lộ 10 - Quốc lộ 39 (huyện Đông Hưng) - Thái Giang - Thái Hà - Thái Phúc, Thái Ninh, chợ Lục, chợ Cầu, Thái Thượng huyện Thái Thụy.
5, Tuyến 07 Phiệt Học: TP. Thái Bình - Vô Hối - Diêm Điền - Thụy Tân.
Lộ trình: Thành phố Thái Bình - Long Hưng - Gia Lễ - Vô Hối - Diêm Điền - Thụy Tân.
6, Tuyến 209 Huy Hoàng: Thành phố Thái Bình - Quý Cao - Thành phố Hải Dương.
Lộ trình: Thành phố Thái Bình - thị trấn Đông Hưng - Cầu Nghìn - Vĩnh Bảo - Quý Cao - Tứ Kỳ - Thành phố Hải Dương.
7, Tuyến 57 (trong tương lai): TP. Thái Bình - An Châu (Đông Hưng).

## Di tích
- Cụm di tích Đền- Đình Cổ Dũng xã Đông La được xây dựng từ thời xa xưa. Thờ 2 vị tướng đời Vua Hùng Vương thứ 18 có công phò Vua giết giặc cứu nước. Miếu Cổ Dũng có từ đời thiên cổ, trước là phủ đệ của Thánh Vương, sau là điện vũ của Thánh Vương. Khu di tích được chia làm 2 nơi riêng biệt: Khu Đền (còn có tên gọi là Đền Nghè, tên dân gian gọi là Miếu Trúc Lâm) và Khu Đình: Có khuôn viên nằm ở trung tâm làng Cổ Dũng. Hằng năm, cứ vào ngày 10/3 âm lịch – ngày giỗ Tổ là làng mở hội Đình- Đền Cổ Dũng. Lễ hội rước kiệu vào buổi sáng 10/3. Nhiều hoạt động văn hoá năn nghệ diễn ra như bắt vịt, ném vòng cổ chai, đấu vật, múa lân, hội thi hát chèo,...[10]
- Đền Thánh Mẫu - Đình Phù Lưu thuộc xã Đông Sơn thờ Đinh Triều Thánh Mẫu Đinh Thị Tỉnh và 4 anh trai bà là những vị tướng nhà Đinh giúp Đinh Bộ Lĩnh dẹp loạn 12 sứ quân. Đình Phù Lưu ở thôn Bắc còn Đền Thánh Mẫu ở thôn Trung Sơn. Trinh Minh Hoàng hậu là Đệ nhị cung phi trong Hoàng cung nhà Đinh. Bà là người có nhan sắc, tài nghệ văn chương và tinh thông võ nghệ, có cha làm tri phủ Cổ Lan (Đông Hưng, Thái Bình). Sau khi Đinh Bộ Lĩnh về với sứ quân Trần Lãm, đã sai người mang thư chiêu dụ 5 anh em họ Đinh ở Phù Lưu (gồm Đinh Dưỡng Xã, Đinh Cung Linh, Đinh Đại Mộc, Đinh Bắc Phương và em gái Đinh Tỉnh Nương). Anh em họ Đinh đã đi theo Đinh Bộ Lĩnh dẹp loạn các sứ quân Ngô Xương Xí, Nguyễn Siêu... Vua Đinh Tiên Hoàng thấy Tỉnh Nương nhan sắc tuyệt trần bèn lấy làm vợ, lập làm Đệ Nhị Cung Phi, giao cho nàng quản coi nội cung...[11] Hoàng hậu Đinh Thị Tỉnh cũng là người sinh ra công chúa Phù Dung, sau theo chồng là Phò mã Quán Sơn có công đánh giặc Chiêm Thành dưới thời Tiền Lê, được phong thực ấp và cai quản vùng Sơn Tây, Hà Nội ngày nay.
- Chùa Thiên Quý tọa lạc tại thôn Ký Con, xã Đông Xuân. Chùa được xây dựng từ cuối thời Lý, đầu thời Trần trên khuôn viên rộng theo kiểu nội công ngoại quốc. Chùa còn giữ được nhiều hệ thống tượng pháp đặc sắc và nhiều di vật có giá trị như chuông đồng, khánh, văn bia... Với giá trị về to lớn về văn hóa, chùa Thiên Quý đã được cấp bằng xếp hạng di tích quốc gia năm 1989.

## Làng nghề
Đông Hưng là huyện có đóng góp lớn nhất trong lĩnh vực công nghiệp, tiểu thủ công nghiệp, ngành nghề phụ... cho nền kinh tế của tỉnh Thái Bình. Với các huyện phía Bắc đồng bằng sông Hồng có nhiều khu công nghiệp, thì nền kinh tế đã thay da đổi thịt phát triển với tốc độ nhanh do sự có mặt của các công ty, nhà máy trong và ngoài nước. Sức ảnh hưởng tích cực của khu (cụm) công nghiệp đến đời sống người dân càng rõ nét hơn ở một số huyện ít nghề phụ với nền nông nghiệp là chủ đạo vốn độc canh cây lúa. Tuy vị trí địa lý, điều kiện không thuận lợi bằng phía Bắc đồng bằng sông Hồng song Đông Hưng với sự cần cù, tìm tòi, học hỏi sáng tạo của người dân thì nền kinh tế huyện cũng có sự thay đổi rõ nét với sự góp mặt của nhiều ngành nghề phụ của người dân như: chế biến lương thực, mây tre đan, nghề may, dệt chiếu, buôn bán, chuyển đổi cơ cấu cây trồng, vật nuôi... Cũng vì thế, mà bộ mặt nông thôn khởi sắc, đời sống nâng cao, nhiều hộ khá giả, cơ sở hạ tầng vật chất của người dân cũng khang trang đầy đủ dần là một điều rất đáng khích lệ của địa phương vùng phía Nam đồng bằng sông Hồng. Các địa phương có nghề, nghề phụ như:
- Làm bánh cáy, kẹo lạc làng Nguyễn (xã Nguyên Xá)
- Biết nghề dệt chiếu ở Đông Vinh
- Làng nghề làm hương Hồng Phong (Đông Quang)
- Làm bún thôn Ký Con (Đông Xuân)
- Đa nghề thôn Cổ Dũng (Đông La)
- Trồng hoa ở Minh Tân
- Khâu nón thôn Duyên Tục (Phú Lương)
- Thu gom, bán ếch, nhái, bò sát Hồng Châu
- Dũa cưa, vòng cạm chuột ở Mê Linh
- Một số có nghề làm kính Lịch Động (Đông Các)
- Nghề thợ may ở Đông Kinh
- Chế biến thực phẩm một số thị trấn Đông Hưng
- Ươm cây giống, ghép, gia cây, trồng hoa ở Hồng Việt
- Chăn nuôi, trồng cây ngắn ngày, làm mây tre đan, thợ may, thợ xây dựng...

## Nghệ Thuật Dân Gian
Là vùng đất có truyền thống văn hiến, Đông Hưng tự hào là nơi có nền văn hóa nghệ thuật dân gian lâu đời, một trong những cái nôi của nghệ thuật chèo và là quê hương của múa rối nước. Ở khắp các làng xã trong huyện đều có người biết hát chèo, diễn chèo nhưng tiêu biểu nhất là Chèo làng Khuốc (Phong Châu):
“Chẳng thèm ăn chả, ăn nem,
Thèm mo cơm tẻ, thèm xem hát chèo”.
Nghệ thuật múa rối nước ở Đông Hưng đã có từ lâu đời, phường rối Đống (Đông Các) có từ thời Trần. Trước cách mạng Tháng 8 năm 1945, Đông Hưng có 7 phường rối nước, hiện nay chỉ còn phường rối Nguyễn (Nguyên Xá) và phường rối Đống (Đông Các) hoạt động thường xuyên. Rối nước Đông Hưng có nhiều trò hay, hấp dẫn như: tễu giáo đầu, bật cờ, tứ linh, múa lân, chăn vịt, đánh cáo, bát tiên, cày bừa, chọi trâu nghi đồng hý thủy, đánh cá, múa rồng, lân tranh cầu... Các tiết mục, trò diễn của múa rối nước Đông Hưng không chỉ có mặt ở nhiều cuộc liên hoan nghệ thuật ở địa phương, Trung ương mà còn được biểu diễn ở nhiều vùng miền trong nước và một số nước Châu Âu, Nhật Bản, Hàn Quốc...
Ngoài chèo, múa rối nước, Đông Hưng còn là miền quê của nhiều làn điệu múa dân gian: múa giáo cờ, giáo quạt ở làng Thượng Liệt (Đông Tân), múa kỳ lân sư tử (xã Đông Sơn, Đông Hợp), múa rồng, múa tứ linh, múa sinh tiền, múa cờ, múa trống, múa dâng hoa, múa tiên... Nét đẹp trong văn hoá Đông Hưng còn được hội tụ sâu sắc qua các sinh hoạt tín ngưỡng dân gian, tín ngưỡng tôn giáo mà sự phản ánh rõ nét nhất là các hội lễ, hội làng truyền thống có sức cuốn hút sự tham gia đông đảo của các cộng đồng với các lễ thức tín ngưỡng dân gian và các trò chơi dân gian: đánh vật, đánh thó (gậy), thả đèn trời, cờ tướng, tam cúc, chọi gà, kéo co, chơi pháo đất...